# Виньяйш (район)
Виньяйш (порт. Vinhais) — район (фрегезия) в Португалии, входит в округ Браганса. Является составной частью муниципалитета Виньяйш. По старому административному делению входил в провинцию Траз-уж-Монтиш и Алту-Дору. Входит в экономико-статистический субрегион Алту-Траз-уш-Монтеш, который входит в Северный регион. Население составляет 2382 человека на 2001 год. Занимает площадь 33,76 км².